# Plopeni, Constanța
Plopeni se numea în trecut Kawlaklar și este un sat în comuna Chirnogeni din județul Constanța, Dobrogea, România. La recensământul din 2002 avea o populație de 1246 locuitori.

## Etimologie
Denumirea localității provine din limba tătară. Tătarii îi spun Kawlak – Plopul sau Kawlaklar – Plopii care în limba turcă se transcrie Kavaklar iar în documentele românești a fost preluat de cele mai multe ori sub forma: Cavaclar. 

## Biografie
- Lahovari, George Ioan (1899). Marele dicționar geografic al Romîniei. II. București: Societatea Geografică Romînă.
- Murat, Taner (2011). Dicționar tătar crimean-român, Kîrîm Tatarșa-Kazakșa Sózlík. Charleston, SC, USA: CreateSpace. ISBN 9781461083108.